# Campionat Mundial de Piragüisme en Eslàlom de 1999
El Campionat Mundial de Piragüisme en Eslàlom de 1999 (1999 ICF Canoe Slalom World Championships) va tenir lloc al Parc Olímpic del Segre de la localitat catalana de la Seu d'Urgell (Alt Urgell) sota els auspicis de la Federació Internacional de Canoa (ICF). Onze nacions van guanyar medalles en aquests campionats.

## Resum de medalles

### Homes

#### Canoa
| Event    | Or                                                                | Punts | Argent                                                    | Punts | Bronze                                                         | Punts |
| C-1      | Emmanuel Brugvin (FRA)                                            |       | Robin Bell (AUS)                                          |       | Michal Martikán (SVK)                                          |       |
| C-1 team | Polònia · Krysztof Bieryt · Slawomir Mordaski · Mariusz Wieczorek |       | Alemanya · Stefan Pfannmöller · Nico Bettge · Martin Lang |       | França · Patrice Estanguet · Emmanuel Brugvin · Tony Estanguet |       |
| C-2      | Txèquia · Marek Jiras · Tomáš Máder                               |       | Polònia · Krzysztof Kołomański · Michał Staniszewski      |       | França · Eric Biau · Bertrand Daille                           |       |
| C-2 team | Txèquia · Teams not listed                                        |       | Eslovàquia · Teams not listed                             |       | França · Teams not listed                                      |       |

#### Caiac
| Event    | Or                                                           | Punts | Argent                                                     | Punts | Bronze                                                | Punts |
| K-1      | David Ford (CAN)                                             |       | Scott Shipley (USA)                                        |       | Paul Ratcliffe (GBR)                                  |       |
| K-1 team | Alemanya · Thomas Becker · Ralf Schaberg · Jakobus Stenglein |       | Eslovènia · Andraž Vehovar · Fedja Marušič · Miha Štricelj |       | Txèquia · Tomas Kobes · Jirí Prskávec · Vojtěch Bareš |       |

### Dones

#### Caiac
| Event    | Or                                                 | Punts | Argent                                                    | Punts | Bronze                                                    | Punts |
| K-1      | Štěpánka Hilgertová (CZE)                          |       | Beata Grzesik (POL)                                       |       | Sandra Friedli (SUI)                                      |       |
| K-1 team | Alemanya · Susanne Hirt · Evi Huss · Mandy Planert |       | Estats Units · Mary Seaver · Rebecca Bennet · Sarah Leith |       | Regne Unit · Heather Corrie · Rachel Crosbee · Amy Casson |       |

## Taula de medalles
| Pos.  | País         | Or | Plata | Bronze | Total |
| 1     | Txèquia      | 3  | 0     | 1      | 4     |
| 2     | França       | 1  | 0     | 3      | 4     |
| 3     | Alemanya     | 2  | 1     | 0      | 3     |
| 4     | Polònia      | 1  | 2     | 0      | 3     |
| 5     | Estats Units | 0  | 2     | 0      | 2     |
| 6     | Eslovàquia   | 0  | 1     | 1      | 2     |
| 7     | Regne Unit   | 0  | 0     | 2      | 2     |
| 8     | Canadà       | 1  | 0     | 0      | 1     |
| 9     | Austràlia    | 0  | 1     | 0      | 1     |
| 10    | Eslovènia    | 0  | 1     | 0      | 1     |
| 11    | Suïssa       | 0  | 0     | 1      | 1     |
| Total | Total        | 8  | 8     | 8      | 24    |